# Crohns sjukdom
Crohns sjukdom är en typ av inflammatorisk tarmsjukdom (IBD) som kan drabba alla delar av mag- och tarmkanalen från mun till anus. Sjukdomen som är kronisk och skovvis förlöpande debuterar oftare i tonåren och hos unga vuxna (under 30 år). Den drabbar kvinnor och män i lika hög utsträckning, men är dubbelt så vanlig hos rökare. Orsaken till sjukdomen och den exakta sjukdomsmekanismen är inte känd, men involverar en rubbning i kroppens immunförsvar. Diagnostiken involverar i regel endoskopisk undersökning (koloskopi och ev. gastroskopi) för att ta biopsier, efter att misstanke om sjukdomen har väckts utifrån anamnes eller förhöjt kalprotektin utan annan förklaring. Behandlingen involverar användning av kortikosteroider, Immunsuppressiva läkemedel och monoklonala antikroppar. Vissa aspekter av sjukdomen och vissa komplikationer kan kräva kirurgisk behandling.

## Orsak
Den exakta orsaken till Crohns sjukdom är okänd, det är dock välkänt att tarmen befinner sig i ett ständigt jämviktsstadium av inflammation som bland annat påverkas av födoämnen, ned- och uppreglering av olika magtarmbakterier och kroppsegna mekanismer relaterade till immunförsvaret. Klarlagt är också att det finns ärftliga faktorer som ökar risken för Crohns sjukdom med mellan 3 och 20 gånger för personer som har en förstagradssläkting med sjukdomen. Mutation av olika HLA-gener är kopplat till många fall av Crohns sjukdom, men även andra typer av genmutationer förekommer. Det finns än så länge inga bevis för att Crohns är en autoimmun sjukdom.
Rökare har dubbelt så hög sannolikhet att drabbas av Crohns som icke-rökare. Sjukdomen börjar ofta efter en episod av magsjuka.

## Sjukdomsmekanism
Sjukdomen kan drabba hela magtarmkanalen från mun till anus, men vanligast är att den drabbar slutet av tunntarmen (terminal ileit), ibland med samtidig inflammation också av övergången till tjocktarmen.  I drabbad tarmvävnad noteras förhöjda nivåer av CD4+ T-celler och ökad signalering av bland annat cytokinen IL-17 och TNF-α. Sjukdomen är dock inte begränsad till enbart magtarmkanalen utan kan ge symtom från bland annat ögon, leder eller på huden, vilket talar för ett mer komplext immuntillstånd.
Det finns flera viktiga tecken som särskiljer Crohns sjukdom från den andra stora inflammatoriska tarmsjukdomen Ulcerös kolit (UC). Dels att sjukdomen fritt kan drabba olika segment av magtarmkanalen (engelska: skip lesions), medan Ulcerös kolit drabbar ändtarmen och ibland även tjocktarmen i uppåtstigande riktning utan fria segment. Dessutom involverar inflammationen hela tarmväggen, associeras med tydligt formade granulom i tarmväggen och är i högre grad kopplad till perianala fistlar än UC. 

## Symptom
Symptomen innefattar ofta buksmärta, diarré (kan även vara blodig vid svår inflammation), feber och viktnedgång. Även områden utanför mag- och tarmkanalen kan drabbas av komplikationer som anemi, hudutslag såsom erythema nodosum eller mer sällan pyoderma gangrenosum, artrit och ögoninflammation (uveit). Ileus förekommer, och de med Crohns har en förhöjd risk för tjocktarmscancer.
Oftast är slutet av tunntarmen och delar av hela tjocktarmen drabbade. Inflammationen sträcker sig genom alla tarmvägglager. Perianala fistlar (blindgångar kring anus) och aftösa sår i munnen kan förekomma. Oftast är bara delar av tarmen drabbade med tydliga gränser mellan friska och sjuka regioner.
Sjukdomen är kronisk och går i skov.

## Diagnos
Diagnosen baseras på ett antal fynd, bland annat: biopsi och bedömning av bålväggens utseende, medicinsk bildtagning och skildring av sjukdomsförloppet. Andra tillstånd som ger liknande symptom kan vara: irritable bowel syndrome (IBS) och Behçets sjukdom. Vid diagnostik används oftast koloskopi vilket möjliggör vävnadsprovtagning och observation av inflammerade områdena i tjocktarmen samt sista delen av tunntarmen. Både vid koloskopi och gastroskopi är större delen av tunntarmen är oåtkomlig. Kapselendoskopi och mer indirekta metoder som datortomografi och magnetisk resonanstomografi kan användas.

## Behandling och prognos
Det finns ingen godkänd medicinsk behandling eller kirurgi som fullständigt botar Crohns sjukdom.
Behandlingen syftar att lindra individens symptom, undvika ytterligare skov. I nyligen diagnosticerade fall kan kortikosteroider användas under en kort period för att snabbt förbättra sjukdomen med en annan medicin som antingen metotrexat eller en tiopurin (såsom azatioprin) används för att undvika ytterligare skov. En viktig del av behandlingen är att sluta röka. En av fem individer med sjukdomen tas in på sjukhus varje år, och hälften av de drabbade kan behöva kirurgi under något tillfälle sett till en tioårsperiod med sjukdom. Medan kirurgi bör användas så lite som möjligt är det viktigt vid vissa abscesser, vissa former av ileus och cancer. Biologiska läkemedel i form av monoklonala antikroppar som infliximab har under senare år blivit en del av behandlingsarsenalen både vid akuta skov och vid bristande effekt av övrig behandling. Behandling med infliximab i kombination med andra immunhämmande läkemedel kan ha en synergistisk effekt. Effektiviteten av och säkerheten för infliximab-behandling kan dock minska i de fall patientens immunförsvar utvecklar antikroppar mot läkemedlet.
Undersökning med koloskopi för att utesluta malignitetsutveckling rekommenderas med några års mellanrum från det att individen haft sjukdom i åtta år.

## Epidemiologi och historia
Crohns sjukdom drabbar ungefär 3,2 per 1 000 människor i Europa och Nordamerika. Sjukdomen är ovanligare i Asien och Afrika. Historiskt sett har sjukdomen varit vanligare i den utvecklade delen av världen. Tillståndet har dock sett en ökning i U-länder sedan 1970-talet. Inflammatorisk tarmsjukdom orsakade 35 000 dödsfall år 2010 och de med Crohns sjukdom har en något lägre förväntad livslängd. Sjukdomen tenderar att uppträda i tonåren och mellan 20 och 29, men sjukdomen kan uppträda vid vilken ålder som helst. Kvinnor och män drabbas i lika hög utsträckning. Sjukdomen är uppkallad efter gastroenterologen Burrill Crohn, som år 1932 tillsammans med två andra kollegor vid Mount Sinai Hospital, New York, beskrev en serie med patienter med inflammation i slutet av ileum (sista delen av tunntarmen), vilket är den del av tarmen som oftast drabbas av sjukdomen.